# 최란 (작가)
최란은 대한민국의 텔레비전 방송 작가이다.

## 생애
2004년 중앙일보의 시나리오 공모전에서 《순정을 묻다》로 당선되고, 2006년 SBS TV 문학상에서 사극 《슬픈 미이라》로 당선되면서 드라마 작가의 길에 들어섰다. 2008년 데뷔작인 SBS 수목드라마 《일지매》가 시청률 30%가 넘는 기록을 세우며, 그 해 문화체육관광부가 주최한 제1회 방송영상 그랑프리에서 작가상을 받았다. 2014년 집필한 SBS 월화드라마 《신의 선물 - 14일》로 미드형 한국 장르 드라마를 개척했다는 평을 받고 있다.  <신의 선물 14일> 은 한국은 물론 아시아 드라마 최초로 미드로 리메이크 되었고, 최란 역시 한국 작가 최초로 미드 <썸웨어 비트윈>의 이그젝티브 프로듀서로 참여했다.   
또한 세계적인 드라마 축제, <시리즈 마니아>측의 초청을 받아, 프랑스 릴에서 개최한 <시리즈 마니아> 페스티벌에 참가,  
TVN 미니시리즈 <마우스> 극장 상영과 함께 관객과의 대화, 현지 언론 인터뷰 등의 활동을 통해, 한국 장르 드라마의 세계적인 위상을 높였다   

## 집필 작품

### 텔레비전 드라마
| 연도 | 제목             | 방송사 | 유형 | 연출           | 비고 |
| ---- | ---------------- | ------ | ---- | -------------- | ---- |
| 2008 | 일지매           | SBS    | 수목 | 이용석         |      |
| 2014 | 신의 선물 - 14일 | SBS    | 월화 | 이동훈         |      |
| 2017 | 블랙             | OCN    | 토일 | 김홍선, 고재현 |      |
| 2021 | 마우스           | tvN    | 수목 | 최준배, 성치욱 |      |
|      | 마우스2          | tvN    |      |                |      |